# الحرية الدينية في فرنسا
الحرية الدينية في فرنسا مكفولة بالحقوق الدستورية المنصوص عليها في «إعلان حقوق الإنسان والمواطن» عام 1789.
منذ عام 1905، أصبحت فرنسا دولة علمانية، واتبعت الحكومة الفرنسية مبدأ «اللائكية» (العلمانية الفرنسية)، إذ لا تعترف الدولة بأي دين رسمي (باستثناء القوانين القديمة مثل «قانون الملحق الديني العسكري» والقانون المحلي في «الألزاس موسيل»). بدلًا من ذلك، فهي تعترف فقط بمنظمات دينية معينة، وفقًا للمعايير القانونية الرسمية التي لا تتناول المذاهب الدينية. في المقابل، تُمنع المنظمات الدينية من المشاركة في تشكيل سياسة الدولة.
وفقًا لـ «مركز بيو للأبحاث» في عام 2017، تتمتع فرنسا بمستوى عالٍ من القيود الحكومية على الدين. من بين الدول الـ 25 الأكثر اكتظاظًا بالسكان، تعد فرنسا من بين 12 دولة ذات مستو عالٍ من القيود الدينية، وفقًا لبيانات عام 2015. في أوروبا، تتمتع فرنسا بثاني أعلى مستوى من القيود الدينية، بعد روسيا فقط.

## نظرة عامة

### الحكومة والمنظمات الدينية
تُعرّف العلاقة بين الحكومة والمنظمات الدينية في فرنسا بموجب «قانون الفصل بين الكنيسة والدولة» الصادر عام 1905. الجملة الأولى من القانون هي:
«الجمهورية تؤكد على حرية العقيدة. فهي تضمن حرية ممارسة العبادة الدينية تحت القيود الوحيدة لخدمة المصلحة النظام العام. الجمهورية لا تمنح الاعتراف ولا تدفع ولا تدعم أي كنيسة».
ينص إعلان حقوق الإنسان والمواطن عام 1789، الذي تعتبره السلطات القانونية ذي مكانة قانونية مساوية لدستور فرنسا، على ما يلي:
«لن يجري استجواب أي شخص عن آرائه، ونفس الأمر ينطبق على آرائه الدينية، شريطة أن لا يؤدي التعبير عنها إلى اضطراب النظام العام الذي يقره القانون».
و:
«يحق للقانون منع الأعمال الضارة فقط بالمجتمع. لا يمكن إعاقة أي شيء لا يحظره القانون، ولا يمكن تقييد أي شخص على فعل ما لا يأمر به القانون».
بالتالي، لا يمكن للحكومة الفرنسية تنظيم الأنشطة الدينية وحظرها بشكل استبدادي؛ فهي مُقيدة بشكل صارم بتنظيمه فقط إلى الحد الذي يضمن الحماية للنظام العام بالإضافة لحظر الأعمال الضارة بالمجتمع (مثل التضحيات البشرية).
لم ينشأ المفهوم الفرنسي للحرية الدينية عن التعددية الموجودة للأديان، ولكن تنبع جذوره من تاريخ الكاثوليكية الرومانية باعتبارها الديانة الرسمية الوحيدة في الماضي، الذي تضمن اضطهاد الأشخاص الذين لا يؤيدونها، أو الذين يحيدون عن الخط الأكثر رسمية، من «الكاثارين» إلى «الهوغونوتينين» و«الينسينيين» -استمر هذا الاضطهاد حتى الثورة الفرنسية.
يُعد الإصرار الفرنسي على إبعاد الدين عن كل الأمور العامة (اللائكية أو العلمانية) سمة بارزة في النظرة الفرنسية المثالية للمواطنة. يلعب مفهوم العلمانية هذا أيضًا دورًا في المناقشات الجارية حول ارتداء النساء المسلمات للحجاب في المدارس العامة. في عام 2004، أصدر البرلمان الفرنسي قانونًا يحظر ارتداء الزي الديني المتفاخر في المدارس الابتدائية والثانوية العامة؛ وشملت الدوافع تقليد إبقاء المناقشات الدينية والسياسية والتبشير خارج هذه المدارس، وكذلك الحفاظ على حرية الطالبات المسلمات اللاتي يُجبرن على ارتداء أزياء معينة نتيجة ضغط أقرانهن.
دائمًا ما اعترفت الجمهورية الفرنسية بالأفراد بدلًا من الجماعات وترى أن الولاء الأول لمواطنيها هو للمجتمع بشكل عام وليس لجماعة معينة سواء كانت دينية أو غير ذلك؛ يُعتبر الموقف المعارض، والمعروف باسم «الفكر الجماعي»، غير مرغوب بشكل عام في الخطاب السياسي في فرنسا. من ناحية أخرى، ترى الدولة أنها مسؤولة أيضًا عن حماية الأفراد من الجماعات بدلًا من حماية الجماعات نفسها سواء كانت دينية أو غير ذلك.
بعيدًا عن الحالات الخاصة بسبب الظروف التاريخية (مثل قانون الملحق الديني العسكري والقانون المحلي في الألزاس موسيل)، تحظر الحكومة الفرنسية بموجب القانون منح الاعتراف الرسمي للأديان، كما تمتنع عن تمويلها أو دفع رواتب موظفيها. ومع ذلك، تمنح الحكومة الاعتراف للكيانات القانونية (الجمعيات) التي تدعم الأنشطة الدينية. الفرق مهم، لأن الحكومة الفرنسية ترفض تعريف الدين من غيره، وترفض تحديد حدود الأديان بشكل قانوني. تلعب الدولة دورًا في تعيين الأساقفة، مباشرة في مدينتي «ستراسبورغ» و«ميتز»، وبشكل غير مباشر (ولكن مع استخدام نادر لحق النقض) في الأساقفة الأبرشية الأخرى. ونتيجة لذلك، يُعين مواطنون مناسبون فقط ولا تعكس الأسقفية التنوع الإثني لممارسة الكاثوليكيين في فرنسا.
يجوز للأفراد المُنظمين كمجموعات خاصة بالعبادة حصريًا (جمعيات العبادة) تسجيل أنفسهم على هذا النحو والحصول على إعفاءات ضريبية كبيرة يحددها القانون. تتمتع الجماعات الدينية ذات الأنشطة غير العبادية (مثل الجمعيات الإنسانية) بالحرية في تنظيمها كجمعيات مع الإعفاءات الضريبية المعتادة الممنوحة للجمعيات العلمانية. تُشمل هذه التعريفات من خلال مجموعة واسعة من الفقه القضائي (قانون السوابق القضائية بشكل عام) التي تركز على أنشطة المجموعات من الناحية المالية، ولا تأخذ المذاهب الدينية بعين الاعتبار وفقًا للقانون.
نحو 50% من السكان في فرنسا هم من الروم الكاثوليك، و4 إلى 5% من المسلمين، ونحو 3% من البروتستانت، و1% من اليهود، و1% من البوذيين، و1% من الطوائف الأخرى، و40% من اللادينيين (30% من الملحدين). نسبة المواظبة على الذهاب إلى الكنيسة منخفضة بين الكاثوليكيين، وتشير الاستطلاعات إلى أن نسبة كبيرة من السكان ملحدون أو لا أدريون. نظرًا لأن الحكومة الفرنسية لا تجمع بيانات حول التفضيلات الدينية للمواطنين، يجب الحرص عند استخدام هذه الأرقام المقتبسة.

## مواقف فرنسا من الأديان والأقليات الدينية
منذ سبعينات وثمانينات القرن العشرين، أصبح عدد متزايد من الحركات الدينية الجديدة نشطًا في فرنسا. اعتُبرت مجموعة معينة من المعتقدات مثل «السيانتولوجيا» أو «أبناء الرب» و«كنيسة التوحيد» و«الرائيلية» وأخوية المعبد الشمسي على أنها طوائف دينية خطيرة أو إجرامية في التقارير البرلمانية.
برر المسؤولون والجمعيات، اللذين يحاربون تجاوزات هذه الجماعات، هذه التدابير بضرورة امتلاك الأدوات القانونية المناسبة وضرورة محاربة المنظمات الإجرامية المُتخفية كمجموعات دينية شرعية. أكد وزعم النقاد على أن تلك الأفعال استهدفت بشكل غير عادل ديانات الأقليات، وعرضت الحرية الدينية للخطر، وكانت مدفوعة بالتحامل (أي الأحكام المسبقة). أصبحت القضية أكثر تعقيدًا نظرًا لحقيقة تتمركز بعض المجموعات المعنية في الولايات المتحدة، حيث تمارس الضغط على تدخل الحكومة في شؤونها.

### العقبات
كانت فرنسا، وكذلك البلدان الأخرى، على دراية بمختلف المآسي التي تسببت بها مجموعات وُصفت بأنها «طوائف دينية مدمرة» مثل «معبد الشعوب» و«الفرع الداوودي» و«أوم شينريكيو» وجرائم القتل الانتحارية التي قام بها أتباع أخوية معبد الشمس التي وقعت في مقاطعة كيبك، سويسرا وفي فرنسا. بالإضافة لذلك، اتُهمت بعض الجماعات مثل «كنيسة السيانتولوجيا» بالاحتيال على أعضائها.
لا يؤيد سكان فرنسا بشكل عام المجموعات التي تُوصف بأنها طوائف دينية. في عام 2000، أشار استطلاع شمل 1000 شخص إلى أن غالبيتهم يعتبرون أن الطوائف الدينية تشكل تهديدًا كبيرًا على الديمقراطية (73%) وعلى أسرهم وأصدقائهم (66%) وأنفسهم (64%) وفضل 86% منهم (76% من أتباع الديانات الأخرى غير الكاثوليكية) التشريعات التي تقيد هذه الطوائف.
يدعي قادة الأقلية البروتستانتية الفرنسية أن الحرية الدينية كانت محمية حقًا في فرنسا وأن الحساسية الثقافية والعلاقات الحريصة مع السلطات المحلية والمسيحيين الآخرين يمكن أن تمنع معظم هذه العقبات.